# بيتر وايت (صحفي)
بيتر وايت (بالإنجليزية: Peter White)‏ هو صحفي بريطاني، ولد في 1947 في ونشستر في المملكة المتحدة.

## وصلات خارجية
- بيتر وايت على موقع IMDb (الإنجليزية)